# Diocese de Mainz
A Diocese de Mainz ou Mogúncia (Diœcesis Moguntinus) é uma das mais antigas divisões territoriais da Igreja Católica na Alemanha. Está localizada em Mainz, antigo centro romano no país. Foi erigida no século IV, sendo elevada a arquidiocese em 747, sendo demovida à diocese novamente em 29 de novembro de 1801. Durante esse período, viveu seu esplendor de poder, sendo seus arcebispos príncipes-eleitores do Sacro Império Romano-Germânico. O seu atual Bispo é Peter Kohlgraf.
Sua Sé é a Catedral de Mainz. Possui 344 paróquias e 536 sacerdotes.

## História
A diocese de Mainz foi erigida na época da dominação romana na cidade de Mainz, que era então chamado Mogoncíaco (em latim: Mogontiacum) e era capital provincial romana, mas assumiu grande importância depois de ter sido elevada a arquidiocese em 740/747. Os primeiros bispos no século IV têm nomes lendários, desde Crescente. O primeiro bispo foi certamente Martino em 343. A importância secular e eclesiástica de Mainz está na vinda de São Bonifácio de Mogoncíaco, que se tornou o arcebispo em 747. Bonifácio foi previamente arcebispo e a honra foi passada para a diocese com o seu sucessor Lulo.
Na hierarquia da Igreja Católica, o Arcebispo de Mainz era o primaz da Alemanha, como substituto do papa ao norte dos Alpes. Exceto Roma, a Sé de Mainz era a única a que se referia como Santa Sé, embora o uso tenha desaparecido.
O arcebispado foi significante principado eclesiástico do Sacro Império. Seu território incluía as terras em volta da Mainz, as terras à margem esquerda do Reno, como também terras ao longo do Meno até Francoforte (incluindo o distrito de Aschafemburgo), a região de Eischsfeld, na Baixa Saxônia e na Turíngia, e o território acerca de Erforte.
Em 29 de novembro de 1801, voltou a ter o estatuto de diocese, entretanto, ainda gozam de grande prestígio seus prelados.

## Episcopado

### Bispos de Mainz
- Crescente † (circa 80 - 103)
- Marino † (circa 103 - 109)
- São Crescêncio † (circa 109 - 127)
- Ciríaco † (circa 127 - 141)
- Ilário † (circa 141 - 161)
- Martino I † (circa 161 - 175)
- Celso † (circa 175 - 197)
- Lúcio † (circa 197 - 207)
- Gotardo † (circa 207 - 222)
- Sofrone † (circa 222 - 230)
- Herigério I † (circa 230 - 234)
- Rútero † (circa 234 - 254)
- Ávito † (circa 254 - 276)
- Inácio † (circa 276 - 289)
- Diógenes † (circa 289 - 309)
- Roberto I † (circa 309 - 321)
- Adalardo † (circa 320)
- Lúcio Aneu † (circa 330)
- Martino II † (circa 330 - 360)
- Sidônio I † (circa 360 - circa 386)
- Sigismundo † (circa 386 - circa 392)
- Lupoldo † (circa 392 - circa 409)
- Niceta † (circa 409 - circa 417)
- Mariano † (circa 417 - circa 427)
- Áureo † (circa 427 - circa 443)
- Eutrópio † (circa 443 - circa 467)
- Adalbaldo †
- Natério †
- Adalberto (I) †
- Lanfredo †
- Sidônio II  † (? - circa 589)
- Sigeberto I † (circa 589 - 610)
- Ludegasto † (circa 610 - 615)
- Rudualdo † (circa 615)
- Lubaldo ? † (circa 625)
- Sigeberto II †
- Geroldo  † (? - 743)
- Gewielieb † (circa 743 - circa 745)

### Arcebispos de Mainz
- São Bonifácio (745-755)
- Lulo (755-786)
- Ricolfo (787-813)
- Adolf (813-826)
- Odgário (826-847)
- Rábano Mauro (848-856)
- Carlos (856-863)
- Ludberto (863-889)
- Sunderoldo (889-891)
- Hato I (891-913)
- Herigário (913-937)
- Frederico (937-954)
- Guilherme (954-968)
- Hato II (968-970)
- Rudbrecht (970-975)
- Wilgis (975-1011)
- Ercembaldo (1011-1021)
- Áribo (1021-1031)
- Bardo (1031-1051)
- Leutpoldo (1051-1059)
- Sigurdo I (1060-1084)
- Wezilo (1084-1088)
- Rudarto (1088-1109)
- Adalberto I (1111-1137)

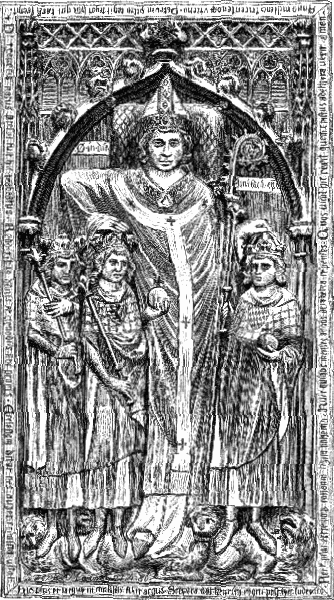
Pedro Aspelt, Arcebispo de Mainz (1306-1320).

- Adalberto II de Saarbrücken (1138-1141)
- Marcolfo (1141-1142)
- Henrique I (1142-1153)
- Arnaldo (1153-1160)
- Conrado I de Wittelsbach (1161-1165)
- Cristiano I (1165-1183)
- Conrado I de Wittelsbach (novamente) (1183-1200)
- Lupoldo de Scheinfeld (1200-1208)
- Sigurdo II de Eppenstein (1200-1230) (em oposição a 1208)
- Sigurdo III de Eppenstein (1230-1249)
- Cristiano III de Weissenau (1249-1251)
- Gerardo I de Daun-Kirberg (1251-1259)
- Werner II de Eppenstein (1260-1284)
- Henrique II de Isny (1286-1288)
- Gerardo II de Eppenstein (1286-1305)
- Pedro Aspelt (1306-1320)
- Matias de Buchek (1321-1328)
- Henrique III de Virneberg (1328-1337)
- Gerlaco de Nassau (1346-1371)
- João I de Luxemburg-Ligny (1371-1373)
- Luís de Meissen (1374-1379)
- Adolfo I de Nassau (1379-1390)
- Conrado II de Weinsberg (1390-1396)
- João II de Nassau (1396-1419)
- Jofrido de Leiningen (1396-1397) (na oposição)
- Conrado III, o Selvagem - und Rheinsgraf zum Stein (1419-1434)
- Teodorico I (1434-1459)
- Dieter von Isenburg (1460-1461)
- Adolfo III de Nassau (1461-1475)
- Dieter von Isenburg (segunda vez) (1476-1482)
- Alberto II (1482-1484)
- Bertoldo de Henneberg-Römhild (1484-1504)
- Jacó de Liebenstein (1504-1508)
- Uriel de Gemmingen (1508-1514)
- Alberto de Mainz (1514-1545)
- Sebastian von Heusenstamm (1545-1555)
- Daniel Brendel von Homburg (1555-1582)
- Wolfgang von Dalberg (1582-1601)
- Johann Adam von Bicken (1601-1604)
- Johann Schweikhard von Kronberg (1604-1626)
- Georg Friedrich von Greiffenklau (1626-1629)
- Anselm Casimir Wambold von Untadt (1629-1647)
- Johann Philipp von Schönborn (1647-1673)
- Damian Hartrad von der Leyen (1675-1678)
- Karl Heinrich von Metternich (1679)
- Anselm Franz von Ingelheim (1679-1695)
- Lothar Franz von Schönborn (1695-1729)
- Franz Ludwig von Pfalz-Neuburg (1729-1732)
- Philipp Karl von Eltz (1732-1743)
- Johann Friedrich Karl von Ostein (1743-1763)
- Emmerich Josef von Briedbach (1763-1774)
- Friedrich Karl Josef von Erthal (1774-1802)
- Karl Theodor von Dalberg (1802-1803) (m.1817, arcebispo de Ratisbona 1803-1810, Príncipe de Frankfurt 1806-1810, Grande Duque de Frankfurt 1810-1813)

### Bispos de Mainz
- Joseph Ludwig Colmar † (1802 - 1818)
- Joseph Vitus Burg † (1829 - 1833)
- Johann Jakob Humann † (1833 - 1834)
- Petrus Leopold Kaiser † (1834 - 1848)
- Wilhelm Emmanuel von Ketteler † (1850 - 1877)
- Christoph Moufang † (1877 - 1886)
- Paul Leopold Haffner † (1886 - 1899)
- Heinrich Brück † (1899 - 1903)
- Georg Heinrich Kirstein † (1903 - 1921)
- Ludwig Maria Hugo † (1921 - 1935)
- Albert Stohr † (1935 - 1961)
- Hermann Volk † (1962 - 1982)
- Karl Lehmann † (1983 - 2016)
- Peter Kohlgraf (2017 - atual)

## ligações externas
- «Catholic Hierarchy» (em inglês)
- «gcatholic.org» (em inglês)